# Durval Lourenço Pereira
Durval Lourenço Pereira é um tenente-coronel do Exército Brasileiro, além de escritor, fotógrafo, diretor de cinema e historiador militar brasileiro.

## Biografia
Nascido no bairro de Botafogo, no Rio de Janeiro, casado e com uma filha, é bacharel em Ciências Militares pela Academia Militar das Agulhas Negras, é mestre em Operações Militares pela Escola de Aperfeiçoamento de Oficiais. Foi assessor militar do Gabinete de Segurança Institucional da Presidência da República e é membro titular da Academia Campineira de Letras, Ciências e Artes das Forças Armadas.
Formou-se em Cinema, Televisão e Estudos de Mídia, e em 2007 produziu e dirigiu o documentário O Lapa Azul (O Lapa Azul - Os Homens do 3º Batalhão do 11º Regimento de Infantaria na Segunda Guerra Mundial), exibido em diversos canais de TV nacionais e estrangeiros, com destaque para A&E World / History Channel, RT- Russian Television e Netflix, entre outros.
É Fotógrafo com especialização em Fotografia de Belas Artes, teve suas fotos expostas na mostra de fotografia Making Art in Italy, em São Paulo (2011).

## Obra
É autor de:

### Operação Brasil - O ataque alemão que mudou o rumo da Segunda Guerra Mundial, (2014);
- Em Agosto de 1942 o Brasil declarou guerra às potências do Eixo, e o estopim foi o ataque a vários navios mercantes e de passageiros brasileiros no litoral do Nordeste por uma ofensiva naval nazista, provocando a morte de centenas de inocentes. Por que os nazistas afundaram navios desarmados de um país até então não envolvido na guerra? Qual era o objetivo do governo comandado por Adolf Hitler? "Operação Brasil" revela a origem dos eventos que culminaram com esse ataque e levaram nosso país a entrar na Segunda Guerra Mundial. A obra traz aspectos da ação militar que não só mudou os destinos do país, mas também alterou os rumos do conflito a favor dos Aliados. O livro apresenta documentos importantes, relatos de sobreviventes e testemunhos de civis, militares, funcionários do setor diplomático e do alto escalão do Estado (brasileiros, alemães e norte-americanos). Publicado pela editora Contexto.[10][11]

### Pelo Bem Da Humanidade, (2015);
- Um livro que retrata as origens da Segunda Guerra Mundial alicerçado nos arquivos da União Soviética, e analisa a trajetória de alguns dos principais líderes totalitários do século XX, bem como os eventos-chave que precederam a conflagração. Oferece respostas a perguntas incômodas e, em regra, ignoradas: por que o povo europeu - o mais erudito da sua época - não impediu o avanço totalitário? Por que nações esclarecidas acreditaram nas falsas promessas de ditadores, permitindo a ruína da democracia? Qual é a verdadeira origem da última grande guerra? Como a barbárie subjugou os mais elementares princípios e valores da civilização ocidental? Como foi possível o Holocausto? Mais do que trazer à luz a fisionomia obscura do totalitarismo, alerta para a metamorfose e o ressurgimento dessa ameaça, hoje incógnita sob múltiplos disfarces. Publicado pela editora Insight.[12][13]